# Herlenius (släkt)
Herlenius är en svensk släkt vars äldste stamfader är Brynolph som levde i början av 1600-talet. Han sonson Brynolph antog släktnamnet Herlenius. Denne Brynolph Herlenius († 1726) var komminister i Herrljunga. Många präster kommer från denna släkt.